# Élodie Lorandi

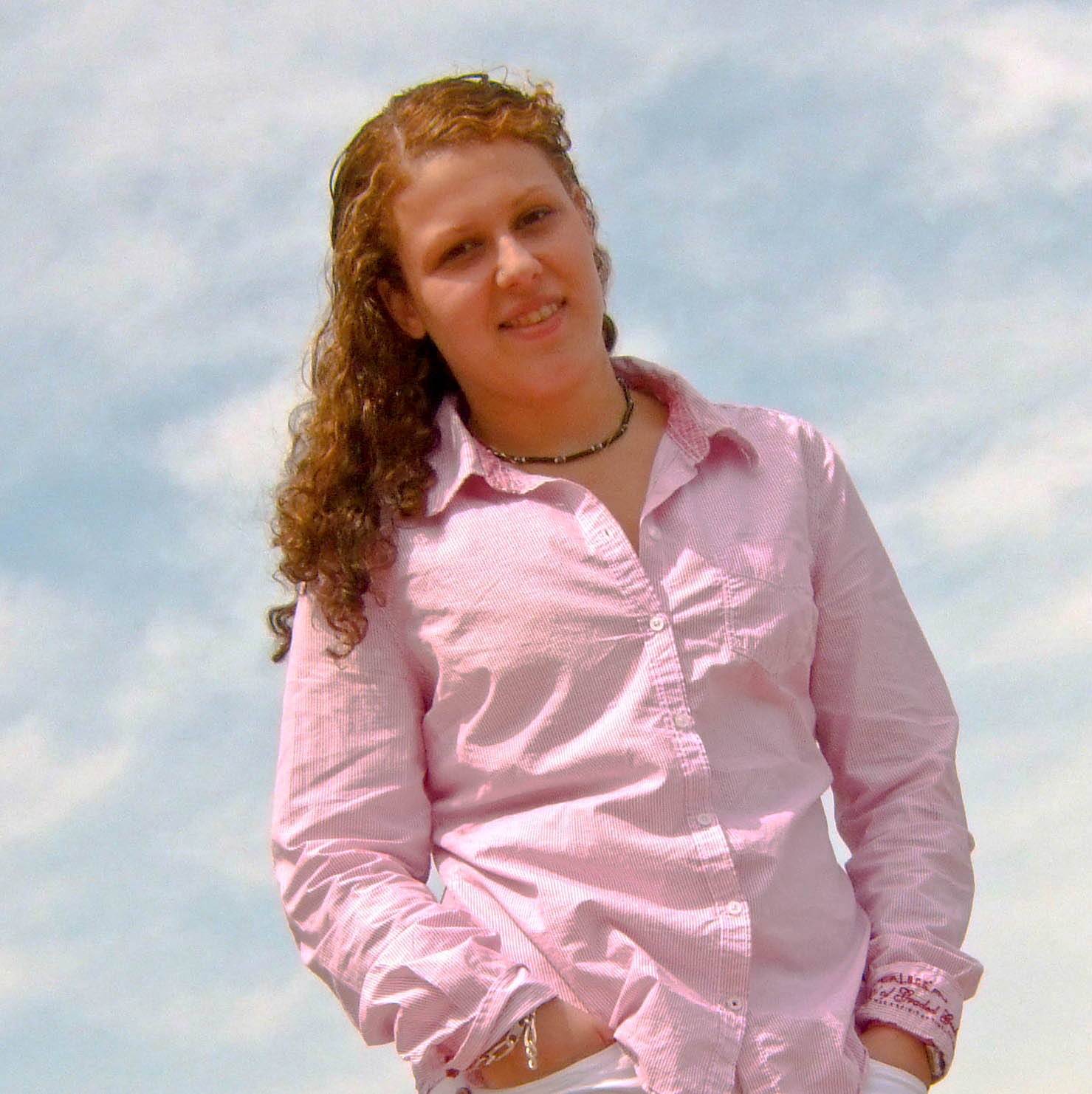
Élodie Lorandi en 2008

Élodie Lorandi, née le 31 mai 1989 à Cannes (Alpes-Maritimes) est une nageuse handisport française de 50 et 100 mètres nage libre, 100 mètres dos, 100 mètres papillon, 200 mètres 4 nages et de nage en eau libre. Elle pratique aussi l'aviron handisport.

## Biographie
Elle est née avec une maladie orpheline qui paralyse un nerf de sa jambe gauche, du genou à la cheville. Elle fait ses classes chez les valides jusqu'en Nationale 2, aux côtés de Camille Muffat mais à 17 ans, elle se rend compte qu'elle ne peut plus rivaliser avec les valides. Elle se tourne alors vers le handisport.
En 2006, elle bat le record de France du 400 m dans sa catégorie et devient championne du monde du 200 m 4 nages et vice-championne du monde du 100 m papillon à Durban, en Afrique du Sud lors des Championnats du monde de natation handisport.
Elle fait ses débuts aux Jeux paralympiques d'été de Pékin en 2008 dans la catégorie S10, remportant la médaille d'argent du 200 m 4 nages. 
Participant aux Jeux paralympiques d'été de Londres en 2012 dans la catégorie S10, elle est médaillée d'or sur le 400 m, vice-championne paralympique sur le 100 m catégorie S 10 et médaillée de bronze sur le 50 m et sur le 100 m papillon.
Lors des championnats du monde handisport en 2013, elle remporte la médaille de bronze du 50 m nage libre (catégorie S10) et du 100 m papillon, nage qu'elle n'avait pas travaillée depuis plus d'un an, à la suite d'une tendinite à l'épaule.
Lors des Jeux paralympiques de 2016 à Rio, elle rafle le bronze sur le 100 m et 400 m.
Elle remporte l'or sur 100 m aux Jeux méditerranéens de 2018.
Elle est médaillée de bronze en quatre avec barreur mixte lors des Championnats du monde d'aviron 2018.
Le 28 août 2024, elle est l'un des cinq derniers relayeurs de la flamme ayant allumé la vasque des Jeux paralympiques d'été de 2024.

## Records personnels
- Record du monde du 50 m papillon : 31 s 62 (Berlin, 2010)
- Record du monde du 400 m 4 nages : 5 min 35 s 92 (Berlin, 2010)
- Record d'Europe du 100 m papillon : 1 min 10 s 89 (Reykjavik, 18 octobre 2009)
- Record de France du 50 m nage libre : 29 s 16 (Montréal, 2010)

## Distinctions
- Chevalier de la Légion d'honneur en 2013[11]
- Chevalier de l'ordre national du Mérite en 2008[12]